# مردم ناگا
مردم ناگا گروهی قومی هستند که در شمال‌شرق هند و شمال‌غربی میانمار زندگی می‌کنند. آنها از قبایل مختلفی با فرهنگ و سنت‌های مشابه تشکیل شده‌اند. بیشتر جمعیت آنها در ایالت ناگالند هند و منطقه خودمختار ناگا در میانمار ساکن هستند.
ناگاها یک گروه قومی تبتی-برمه‌ای بومی شمال شرق هند و شمال غرب میانمار هستند اکثریت جمعیت را در ایالت ناگالند هند و منطقه خودگردان ناگا میانمار (برمه) تشکیل می دهند. با جمعیت قابل توجهی در مانیپور ، آروناچال پرادش و آسام در هند ؛ منطقه ساگاینگ و ایالت کاچین در میانمار.
مردم ناگا به زبان‌های مختلفی صحبت می‌کنند که عمدتاً به خانواده زبان‌های چینی-تبتی تعلق دارند. ناگاها به گروه‌های قومی مختلف ناگا تقسیم می‌شوند که تعداد و جمعیت آنها نامشخص است. هر یک از آنها به زبان های ناگا متمایز صحبت می کنند که اغلب برای دیگران قابل درک نیست، اما همه آنها به طور ضعیفی به یکدیگر متصل هستند.
امروزه، ناگاها همچنان برای تعیین سرنوشت خود و حفظ هویت فرهنگی‌شان در تلاش هستند.

## تاریخ و فرهنگ
ناگاها در طول تاریخ به عنوان جنگجویانی سرسخت شناخته می‌شدند که در برابر سلطه خارجی مقاومت می‌کردند. فرهنگ آنها شامل هنر، آشپزی، آهنگ‌ها و رقص‌های محلی، و جشنواره‌های گوناگون است. اکثریت قریب به اتفاق ناگاها مسیحی (عمدتاً باپتیست) هستند، اما اقلیت‌های بودایی، هندو و آنیمیست نیز در میان آنها وجود دارند.

## ریشه‌شناسی
مردم ناگا امروزی در طول تاریخ با نام‌های بسیاری مانند «نوگا» یا «ناکا» توسط ساکنان پادشاهی آهوم در جایی که اکنون به عنوان «آسام » در نظر گرفته می‌شود ، به معنای «مردم با گوش‌های سوراخ‌شده»،  «هائو» توسط مردم میتی در دره ایمفال  و «نَکِس آفمار » به‌شمار می‌روند .  با این حال، با گذشت زمان "ناگا" نامگذاری عمومی پذیرفته شد، و همچنین توسط بریتانیا استفاده می شود. بر اساس گزارش ها اصطلاح «ناگا» منشأ مشکوکی دارد و برای توصیف قبایل تپه‌ای استفاده می‌شود که کشوری را بین چین‌ها در جنوب و کاچین‌ها ( Singphos ) در شمال شرقی اشغال می‌کنند.

## تاریخچه
جدای از ایجاد ارتباط با پادشاهی آهوم، در طول قرن نوزدهم، بریتانیایی‌ها تلاش کردند تا قبایل ناگا را تحت سلطه خود درآورند و شیوه‌های سنتی ناگا مانند شکار سر و خشونت بین‌قبیله‌ای را لغو کنند. پس از استقلال هند از حاکمیت بریتانیا در سال ۱۹۴۷، ناگا شهروندان هندی شدند، اگرچه یک درگیری قومی مداوم در منطقه از سال ۱۹۵۸ وجود دارد.

### مونگکاونگ
طبق تواریخ برمه‌ای تاگونگ یازاوین، اولین چائوفا مونگکاونگ ساملونگفا (۱۱۵۰–۱۲۰۱ میلادی) با شهر اصلی در موگاونگ، کشور ناگا را در اوایل دهه ۱۲۰۰ تسخیر کرد. در وقایع‌نگاری، کشور ناگا به عنوان کانگ سی نامگذاری شده است. 

### پادشاهی مونگمائو
طبق تاریخ‌نگاری ایالت هسنوی و منگوو ژانبی، در سال ۱۳۱۸، سی کفا، حاکم مونگمائو، برادرش سانلونگفا را به عنوان ژنرال منصوب کرد و ارتش ۹۰٬۰۰۰ نفری را برای حمله به پادشاه مونگ وهسالی لانگ (آسام) رهبری کرد. در پایان او طرحی را طراحی کرد که هر سه سال یک‌بار مونگ وهسالی لانگ را تسلیم و ادای احترام کند. حکم سام لانگ شرایطی را که وزرای مونگ وهسالی لانگ گفته بودند پذیرفت و به مونگمائو بازگشت.